# デヴレト・バフチェリ
デヴレト・バフチェリ（Devlet Bahçeli、1948年1月1日 - ）は、1997年7月6日以来、民族主義者行動党 (MHP) の党首である、トルコの政治家。
1987年まで、アンカラのガジ大学で経済学の教員だったバフチェリは、ビュレント・エジェヴィトが組閣した連立政権 (57th government of Turkey：1999年–2002年) で副首相を務めた。オスマニエ県から選出され、2007年7月22日からトルコ大国民議会の議員を務めている。

## 教育と教職
オスマニエ県バーチェの農村地域で生まれたバフチェリは、地元で初等教育を受けた。中等教育は、イスタンブールに移って受けた。高等教育はアンカラの理系の研究組織で受け、博士の学位はアンカラのガジ大学から取得した。経済学の講師としてガジ大学に務めた後、1987年に政治の世界へと進んだ。

## 政治経歴
1987年、デヴレト・バフチェリは、民族主義労働者党 (MÇP) の執行委員となったが、この党は国会会期中の1993年1月24日に民族主義者行動党 (MHP) へと正式に改称した。1997年4月5日に党の創設者で党首だったアルパルスラン・テュルケシが死去すると、バフチェリは7月6日にNHPの第2代党首となった。1999年から2002年にかけてバフチェリは、ビュレント・エジェヴィトが組閣した民主左派党 (DSP)、祖国党 (ANAP) とMHPの連立政権で副首相を務めた。

### 選挙
2007年トルコ総選挙において、デヴレト・バフチェリはオスマニエ選挙区におけるMHPの候補者名簿の首位に記載された。この選挙区で、MHPは得票率 44.90%、得票数99,565票を獲得し、選挙区の4議席のうち2議席を確保した。
2011年トルコ総選挙でも、バフチェリはオスマニエ選挙区でMHPの候補者名簿の首位に記載された。この選挙区で、MHPは得票率 41.22%、得票数110,708票を獲得し、選挙区の4議席のうち2議席を確保した。
2018年トルコ総選挙では、バフチェリは公正発展党 (AKP) と選挙協力（人民連合）を結び、同時に行われた大統領選挙ではレジェップ・タイイップ・エルドアンを支持して運動した。

### 演説
2009年、バフチェリは、民族主義者行動党の結党40周年に際して、彼のものとしては最も有名な演説をした。そこで彼は、「2009」という数字について、＜二つあるゼロを除けば「2」と「9」が残り、また「29」が残るともいえるが、これらを全部足すと「40」になる＞といった趣旨のことを述べた。

### 論争
2007年1月にイスタンブールでアルメニア系トルコ人ジャーナリストが射殺されたフラント・ディンク暗殺事件が起きた際、葬儀の際に掲げられた「我々は皆フラント・ディンク」「我々は皆アルメニア人」と書かれたトルコ語のプラカードについて、バフチェリは、クルディスタン労働者党によるテロの犠牲者の葬儀には参加しなかった者によるパフォーマンスに過ぎない、と批判した。
2015年、トルコ人が所有し、ウイグル人のスタッフで運営されていた中華料理店が、トルコ民族主義者たちによって襲撃され、暴徒はオランダ領事館をロシア領事館と誤認して襲撃し、さらに、数人の韓国人旅行者を中国人と誤認して襲った。デヴレト・バフチェリは、MHP支持者の若者たちが韓国人旅行者を襲ったのは「理解できる」として、トルコの新聞『ヒュッリイェト (Hürriyet)』紙に対して「韓国人に中国人とは違う特徴があるのか? 彼ら（若者たち）には、どっちもつり目（東洋人を指す侮蔑語）に見えたんだ。違いが分かるわけないだろう。」と語ったという。別の翻訳によれば、「韓国人と中国人の違いは何か? どちらも細目だ。何か違いがあるのか?」と述べたとされる。
2017年にロシア空軍の戦闘機がトルコ軍特殊部隊の兵士を誤射した際（2017 Russian Air Force Al-Bab incident）、バフチェリはロシアを非難し、「ロシアは我々の兵士たちを撃ち、その上に嫌悪感を与えた。これは間違った、恥知らずの、国際法で裁かれるべき行為だ」と述べた。
2018年春に、ギリシャとトルコの間の緊張が高まり、両国の軍勢が国境に大量動員された際、バフチェリはギリシャの国防大臣パノス・コメノスのことを精神的に病んでいると非難し、「病院に行け」などと侮辱した。
バフチェリはまた、オスマン帝国時代のアルメニア人虐殺とその後に起きたアルメニア人の歴史的、出自的郷土からの移送は、「まったく正しい行為」であったとも述べている。